# Robert Duchniewicz

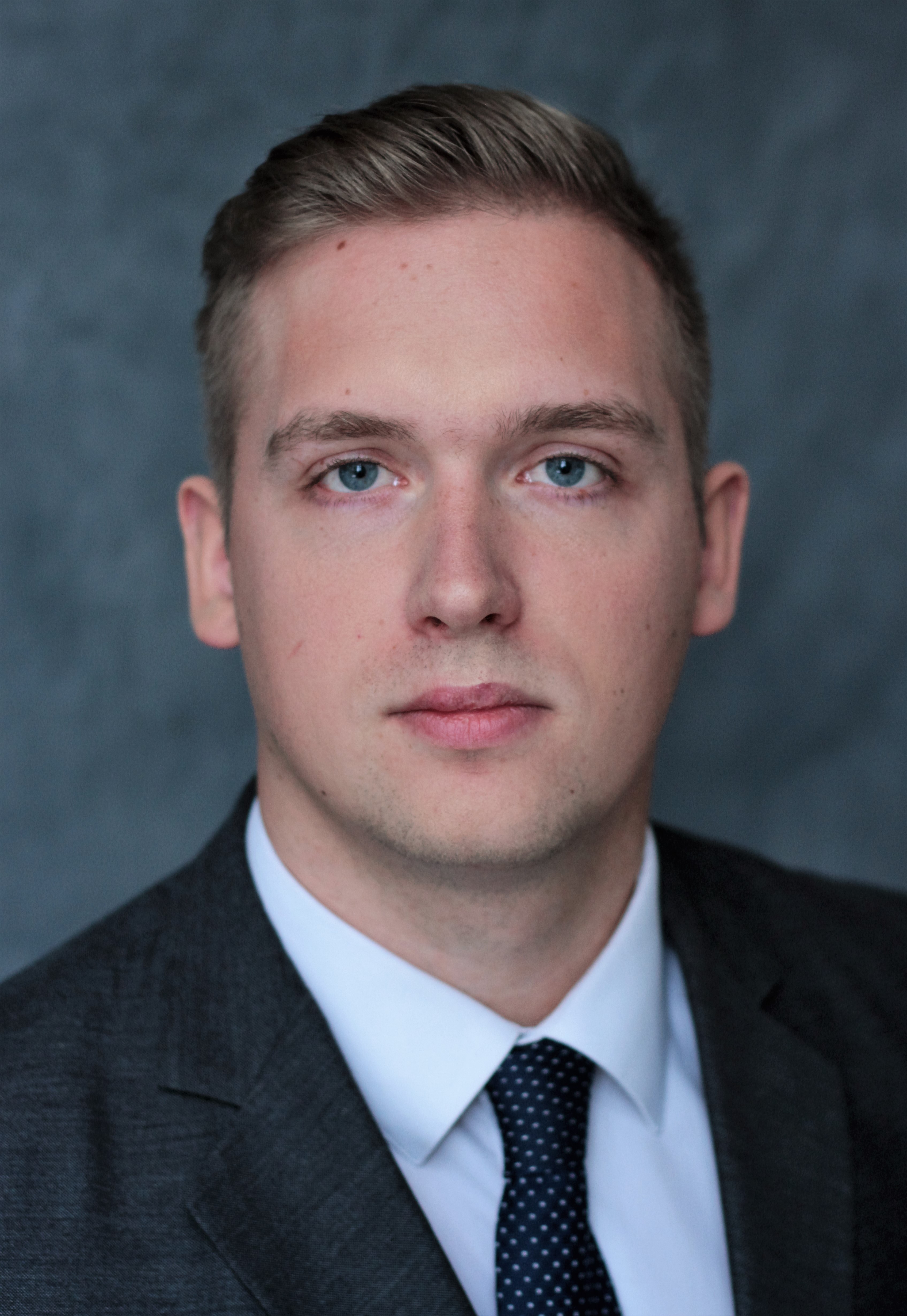
Robert Duchniewicz (2016)

Robert Duchniewicz (lit. Robert Duchnevič; * 15. August 1991 in Mažosios Kabiškės, Rajongemeinde Vilnius) ist ein litauischer linker Politiker polnischer Herkunft, seit 2023 Bürgermeister der Rajongemeinde Vilnius.

## Leben
Nach dem Abitur 2010 am Konstantas-Parčevskis-Gymnasium absolvierte Robert Duchniewicz von 2010 bis 2014 das Bachelorstudium der Rechtswissenschaft an der Mykolo Romerio universitetas (MRU) und 2017 das Masterstudium Wirtschaftsrecht am MRU-Institut für Privatrecht in der litauischen Hauptstadt Vilnius.
Von 2014 bis 2015 arbeitete er als Gehilfe eines Seimas-Mitglieds in der Seimas-Kanzlei und ab 2015 als Jurist in der Abteilung für nationale Minderheiten der Regierung der Republik Litauen. Von 2017 bis 2023 war er Ratsmitglied der Rajongemeinde Vilnius und arbeitete im Wirtschafts- und Finanzausschuss, ab 2019 als Leiter der LSDP-Fraktion, Vorsitzender der kommunalen Antikorruptionskommission und Mitglied der Entwicklungs- und Kontrollausschüsse für Recht und Ordnung sowie Selbstverwaltung. 
Seit 2014 ist Duchniewicz Mitglied der LSDP-Sektion in der Rajongemeinde Vilnius und Mitglied der Litauischen Sozialdemokratischen Jugendunion (LSDJS). Von 2015 bis 2017 war er Mitglied des Vorstands der LSDJS-Sektion der Rajongemeinde Vilnius, 2017 Vorsitzender der Sektion.
Seit 2017 ist Duchniewicz Vorsitzender der LSDP-Sektion der Rajongemeinde Vilnius, Mitglied des Präsidiums und des Rats der LSDP, Vorsitzender des Ausschusses der Nationalen Gemeinschaften der LSDP, seit 2021 Vorsitzender des Ausschusses für innere Angelegenheiten der LSDP und der Stellvertreter der LSDP-Vorsitzenden Vilija Blinkevičiūtė.
Bei den Kommunalwahlen in Litauen 2023 wurde er zum Bürgermeister der Rajongemeinde Vilnius gewählt. Er ist Nachfolger von Maria Rekść. Davor regierte die polnische Partei LLRA. Duchniewicz wurde erster Rajongemeinde-Leiter, der nicht Mitglied von LLRA ist.